# Microconocephalopsis yuwanensis
Microconocephalopsis yuwanensis är en insektsart som beskrevs av Tominaga, O. och Tadao Kano 1999. Microconocephalopsis yuwanensis ingår i släktet Microconocephalopsis och familjen vårtbitare. Inga underarter finns listade i Catalogue of Life.